# Stefania Kalus
Stefania Kalus, po mężu Gniatkowska (ur. 31 maja 1920 w Bielszowicach, zm. 19 czerwca 1985 w Katowicach) – polska lekkoatletka i łyżwiarka figurowa startująca w konkurencji solistek, a następnie od 1933 roku w parach sportowych z Romanem Troszokiem i bratem Erwinem Kalusem.
Kalus była zawodniczką Śląskiego Towarzystwa Łyżwiarskiego (1931–1939), Zakopiańskiego Towarzystwa Łyżwiarskiego (1939), Harcerskiego Klubu Sportowego Zakopane (1945–1946). W latach 1933–1934 wraz z bratem przebywała w słynnej wówczas szkole łyżwiarskiej Engelmanna w Wiedniu, podnosząc sportowe kwalifikacje. Występowała w rewii lodowej w Czechosłowacji, a od 1950 w Śląskiej Rewii Lodowej w Katowicach (tańce ludowe). Na przełomie lat 50. i 60 XX w. wraz z bratem prowadziła łyżwiarską szkółkę dziecięcą przy Katowickim Klubie Łyżwiarskim.
Oprócz łyżwiarstwa figurowego uprawiała też lekkoatletykę, a w barwach KS Pogoń Katowice była współautorką klubowego rekordu Śląska w sztafecie 4×100 m.
W 1949 roku wyszła za mąż za piosenkarza Janusza Gniatkowskiego (1928–2011), jednak później małżeństwo rozpadło się.

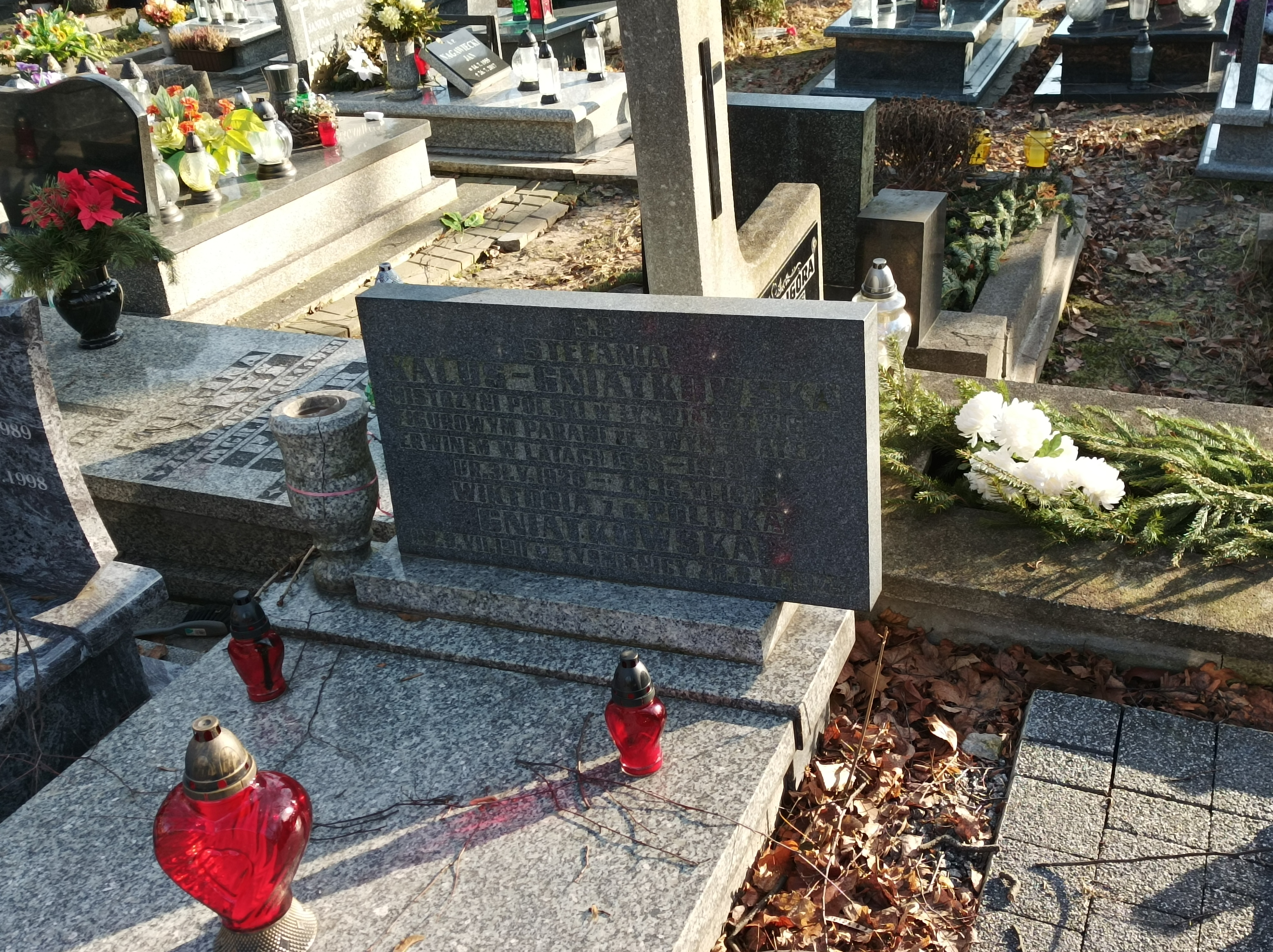
Grób Stefanii Kalus na cmentarzu przy ul. Francuskiej w Katowicach

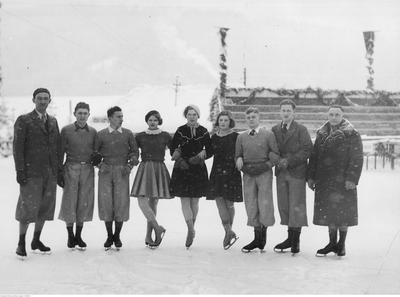
Reprezentanci Śląskiego Towarzystwa Łyżwiarskiego w styczniu 1935, trzeci od lewej Erwin Kalus, następnie Stefania Kalus, Elżbieta Czor, Barbara Chachlewska

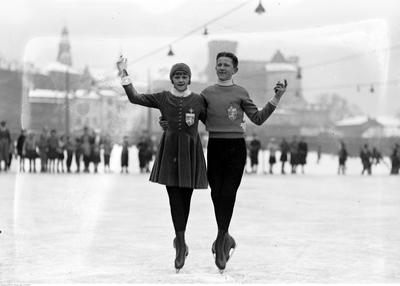
Stefania i Erwin Kalus na zawodach w Krakowie w styczniu 1933

## Osiągnięcia

### Pary sportowe

#### Z Erwinem Kalusem
| Zawody             | 1934           | 1935           | 1936           | 1937           | 1938           | 1939           |                |                |                |                |                |                |                |                |                |                |                |
| Międzynarodowe     | Międzynarodowe | Międzynarodowe | Międzynarodowe | Międzynarodowe | Międzynarodowe | Międzynarodowe | Międzynarodowe | Międzynarodowe | Międzynarodowe | Międzynarodowe | Międzynarodowe | Międzynarodowe | Międzynarodowe | Międzynarodowe | Międzynarodowe | Międzynarodowe | Międzynarodowe |
| ------------------ | -------------- | -------------- | -------------- | -------------- | -------------- | -------------- | -------------- | -------------- | -------------- | -------------- | -------------- | -------------- | -------------- | -------------- | -------------- | -------------- | -------------- |
| Mistrzostwa świata |                |                |                | 7              | 12             | 9              |                |                |                |                |                |                |                |                |                |                |                |
| Mistrzostwa Europy |                |                | 5              |                | 5              | 5              |                |                |                |                |                |                |                |                |                |                |                |
| Krajowe            |                |                |                |                |                |                |                |                |                |                |                |                |                |                |                |                |                |
| Mistrzostwa Polski | 3              | 3              | 1              | 1              | 1              | 1              |                |                |                |                |                |                |                |                |                |                |                |

#### Z Romanem Troszokiem
| Mistrzostwa Polski | 1 J |

### Solistki
| Mistrzostwa Polski | 1 J |